# Karl Malden
Karl Malden, cuyo nombre real era Mladen George Sekulovich (Chicago, 21 de marzo de 1912-Brentwood, California, 1 de julio de 2009) fue un actor estadounidense.
Ganó el premio Óscar y el Premio Emmy. Su carrera duró más de setenta años actuando en películas clásicas como Un tranvía llamado Deseo, On the Waterfront y El rostro impenetrable, todas con Marlon Brando. También participó en superproducciones como Patton. Otras interpretaciones destacables fueron en el papel de Archie Lee Meighan en Baby Doll y de Zebulon Prescott en La conquista del Oeste, ambas con Carroll Baker. Su papel más popular en televisión fue el del teniente Mike Stone en la serie de los setenta Las calles de San Francisco, junto a un joven Michael Douglas.

## Biografía

### Primeros años
Fue el mayor de tres hermanos en una familia modesta; su padre, Petar Sekulovich, era de origen serbio y su madre, Minnie Sekulovich, del Imperio austrohúngaro, en la actual República Checa. Su nombre original era Mladen George Sekulovich (Mladen George Sekulović, en serbio: Младен Секуловић). Cuando comenzó su carrera como actor cambió su nombre a Karl Malden.
Malden sólo hablaba serbio hasta que entró a la guardería; manejaba fluidamente dicho idioma hasta su muerte. El padre de Malden, que tenía gran pasión por la música, organizó la Federación de Canto Serbio, uniendo grupos corales de inmigrantes en todo Estados Unidos.
En 1917, cuando tenía cinco años, la familia se trasladó desde Chicago a Gary, en Indiana, donde su padre trabajó como obrero siderúrgico y lechero. Malden hablaba serbio hasta que fue a la escuela. En el colegio era un chico bastante popular, estrella del equipo de baloncesto del instituto y actuaba ya en algunas obras escolares y en las que su padre organizaba en la iglesia. Fue en estos partidos de baloncesto donde se rompió la nariz en dos ocasiones, dejándosela deformada tal como fue conocido durante toda su carrera.
Tras su graduación en 1931 del Emerson School for Visual and Performing Arts estuvo trabajando como obrero siderúrgico al igual que su padre, hasta 1934.
En septiembre de 1934, con una beca y los pocos ahorros de que disponía, prosiguió sus estudios de arte dramático en el Goodman Theater, más tarde DePaul University, donde conoció a la que sería su esposa, la actriz Mona Greenberg (conocida como Mona Graham), con quien se casó en 1938. Se graduó en el Chicago Art Institute en 1937 pero pronto, sin trabajo y sin dinero, debió volver una vez más a Gary, Indiana.

### Inicios de su carrera
Su primera aparición como actor se produjo en 1937 en Broadway, y en 1940 debutó en el cine, en la película They Knew What They Wanted. También trabajó en teatro, donde conoció a un joven y desconocido Elia Kazan, con el que unos años después rodaría algunas de sus películas más afamadas.
Su trabajo como actor se vio interrumpido por la Segunda Guerra Mundial, pues Malden sirvió en las Fuerzas Aéreas del ejército norteamericano. Tras la guerra retomó su carrera, participando en la obra Truckline Cafe, junto a un joven y desconocido Marlon Brando. Durante esta época, aunque no tenía un exceso de ofertas para trabajar, participó en algunas otras obras teatrales, hasta que recibió la invitación para interpretar un importante papel en la obra All My Sons con la ayuda del director Elia Kazan. Con este éxito logró el salto definitivo al cine.

### Carrera cinematográfica
Su carrera tomó gran impulso en los años 1950, comenzando con El pistolero (The Gunfighter), a la que siguió Halls of Montezuma, ambas en 1950. Al año siguiente trabajó en Un tranvía llamado deseo (1951), del dramaturgo Tennessee Williams, donde interpretaba a Mitch, el mejor amigo de Stanley Kowalski, y protagonizaba un romance con Blanche DuBois (Vivian Leigh). En esta película participaba un joven actor, Marlon Brando, y otra actriz joven, Kim Hunter, que ganaría el Oscar como actriz de reparto. Por esta película ganó el Óscar al mejor actor de reparto.

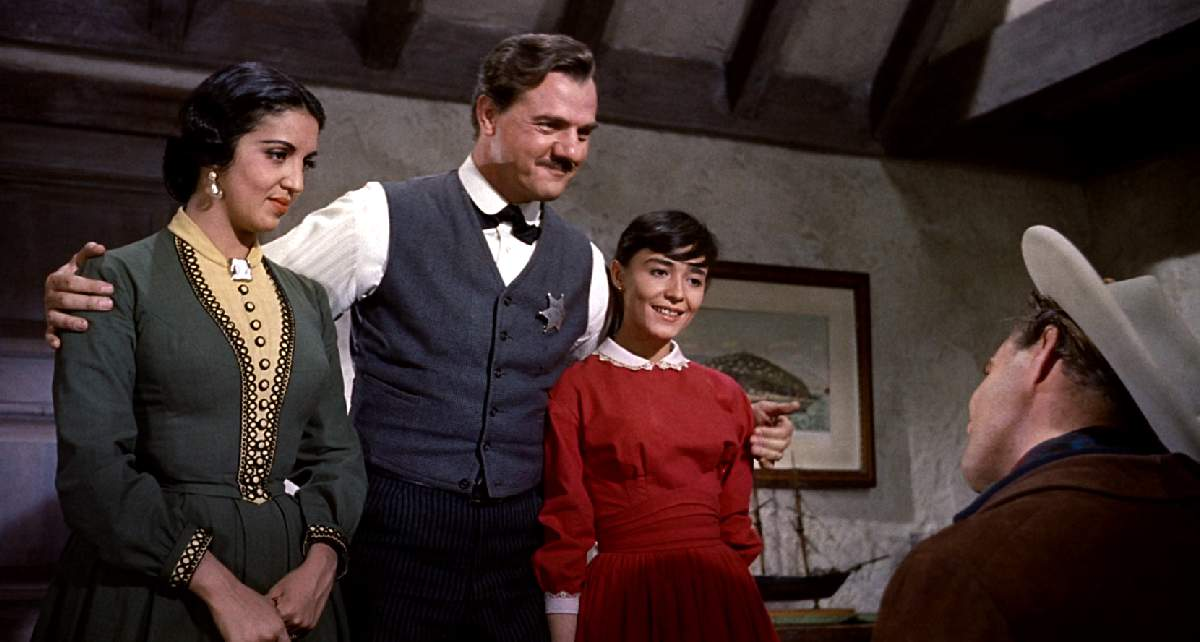
Malden abrazando a las actrices Pina Pellicer (derecha) y Katy Jurado (izquierda) mientras observan a Marlon Brando en One-Eyed Jacks (1961).

En La ley del silencio ─conocida en Hispanoamérica como Nido de Ratas─ (1954), interpretaba a un predicador que influía en Terry Malloy (Marlon Brando) para testificar contra el mafioso Johnny Friendly (Lee J. Cobb). Baby Doll (1956), donde interpretaba a un ardiente marido, frustrado por una esposa casi adolescente. Antes y después de su llegada a Hollywood, actuó en docenas de películas desde finales de los cincuenta hasta principios de los setenta como: Fear Strikes Out (1957), Bombarderos B-52 (1957), El árbol del ahorcado (1959), Pollyanna (1960), One-Eyed Jacks (1961), El hombre de Alcatraz (1962), La conquista del Oeste (1962), The Cincinnati Kid (1965) y Patton (1970). En esta última interpretó al general Omar Bradley, quien aún vivía y asesoró en el rodaje sobre cuestiones históricas. Después de su película Summertime Killer (1972), se le fue haciendo más difícil encontrar nuevas películas. Sin embargo, también protagonizó la película televisiva El secuestro del Achille Lauro (1989). También actuó en la película Where the Sidewalk Ends (1950), con Dana Andrews y Gene Tierney como protagonistas.

## Trabajo en televisión

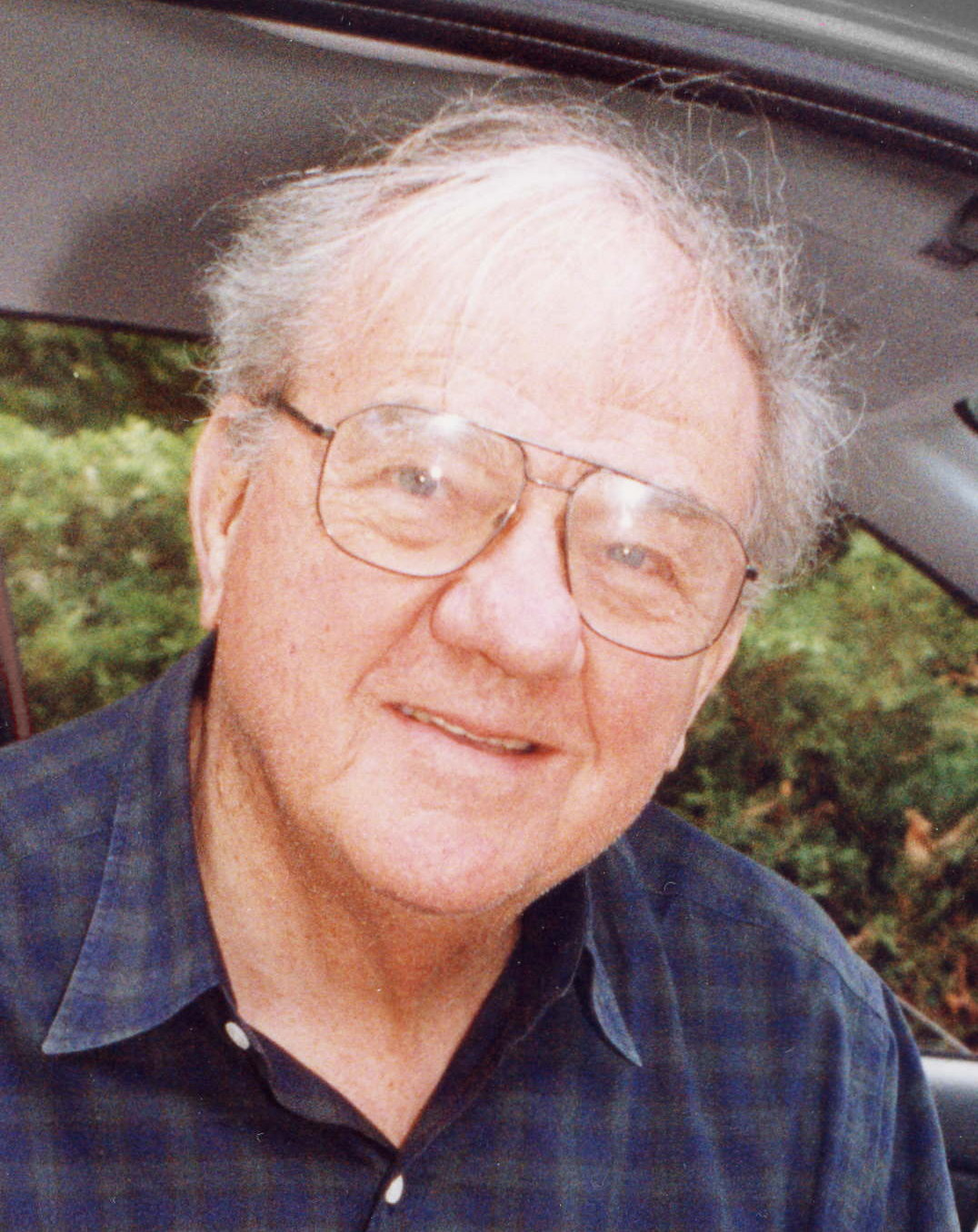
Karl Malden.

### Las calles de San Francisco
Después de años de trabajo en cine y en teatro, en 1972, el productor Quinn Martin le propuso el papel de teniente Mike Stone en Las calles de San Francisco. Aunque originariamente fue una película para la televisión, la cadena ABC pronto la convirtió en una serie. Para interpretar a su joven compañero, el inspector Steve Keller, se escogió al entonces desconocido Michael Douglas. Allí Malden interpretaba un veterano policía con más de veinte años de experiencia al que se le asignan como compañero a un joven oficial graduado recientemente. En su primera temporada fue un éxito y supuso la respuesta de ABC a otras series de éxito de los setenta como Hawaii Five-O, Ironside, Kojak, McMillan y su esposa y La mujer policía.

## Otros trabajos
Malden hizo famosa la frase «¡No salgas de casa sin ellos!» (Don't leave home without them!) en los anuncios televisivos de los cheques de viaje de American Express en las décadas de 1970 y 1980.[cita requerida]
Karl Malden falleció en Los Ángeles, California, el 1 de julio de 2009 de muerte natural. Tenía 97 años.
Está enterrado en el Westwood Memorial Park de Los Ángeles.

## Premios y distinciones
Premios Óscar
| Año  | Categoría              | Película                 | Resultado |
| ---- | ---------------------- | ------------------------ | --------- |
| 1952 | Mejor Actor de Reparto | Un tranvía llamado deseo | Ganador   |
| 1955 | Mejor Actor de Reparto | On the Waterfront        | Nominado  |

### Condecoraciones
| Premio o condecoración | Premio o condecoración           | País                    | Fecha                | Lugar    |
| ---------------------- | -------------------------------- | ----------------------- | -------------------- | -------- |
|                        | Medalla del Ángel Blanco         | Serbia y Montenegro     | 2004                 | Belgrado |
|                        | Orden de San Sava (Primer Grado) | Iglesia Ortodoxa Serbia | 6 de octubre de 2004 | Belgrado |